# Chilobrachys flavopilosus
Chilobrachys flavopilosus är en spindelart som först beskrevs av Simon 1884.  Chilobrachys flavopilosus ingår i släktet Chilobrachys och familjen fågelspindlar. Inga underarter finns listade i Catalogue of Life.